# Gynoplistia (Gynoplistia) waigeuensis
Gynoplistia (Gynoplistia) waigeuensis is een tweevleugelige uit de familie steltmuggen (Limoniidae). De soort komt voor in het Australaziatisch gebied.